# 堀部武庸

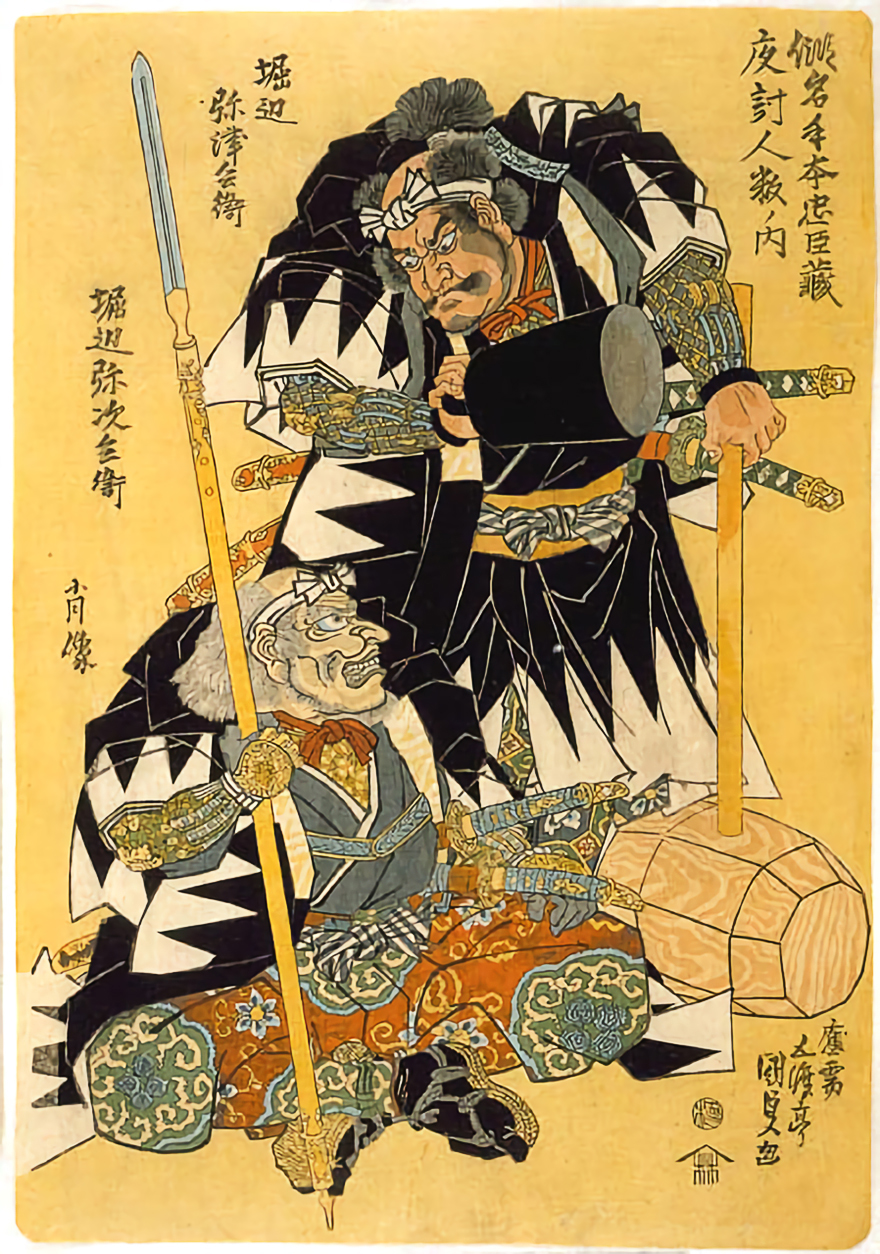
忠臣藏：堀部彌兵衛和堀部安兵衛 歌川國貞作

堀部武庸（日语：／ Horibe Taketsune，1670年（寬文10年）—1703年3月20日（元祿16年2月4日）），日本江戶時代前期武士。赤穗浪士四十七士之一人。四十七士之中最著名的劍客，可與大石內藏助匹敵的高人氣之人。江戶急進派的領袖人物。以通稱的安兵衛（やすべえ）之名而有名。

## 生涯
越後國新發田藩溝口家的家臣中山彌次右衛門（200石）之長男。
元祿7年2月11日（1694年3月6日），幫助同門菅野六郎左衛門在高田馬場和仇人決鬥，斬殺對手3人（高田馬場之決鬥）。此次決鬥的活躍使安兵衛被宣傳成「18人斬」在江戶聲名大噪，赤穗浅野家家臣堀部彌兵衛也因此傳聞邀請安兵衛成為其婿養子。
參加襲擊吉良義央屋敷的行動，事件之後切腹。享年34歲。